# Tom Mix alla riscossa
Tom Mix alla riscossa  (Painted Post) è un film muto del 1928 diretto da Eugene Forde.
Fu l'ultimo film girato da Tom Mix per la Fox Film Corp., la compagnia di cui era stato associato e che aveva prodotto in dieci anni numerose pellicole che avevano dato grande popolarità all'attore-cow boy.

## Trama
A Painted Post, cittadina del West, lo sceriffo Tom Blake scopre che una banda di fuorilegge ha il progetto di rapinare le paghe che stanno per arrivare in città. I banditi rubano il denaro e rapiscono Barbara Lane. Tom recupererà il bottino, salverà la ragazza e il tutto diventerà una canzone d'amore.

## Produzione
Il film fu prodotto dalla Fox Film Corporation.

## Distribuzione
Distribuito dalla Fox Film Corporation, il film - presentato da William Fox - uscì nelle sale cinematografiche USA il 1º luglio 1928. In Portogallo, il film prese in titolo O Correio do Oeste e venne distribuito il 19 maggio 1930.